# Aïn Beïda, Oum El Bouaghi
Ain Beida là một đô thị thuộc tỉnh Oum el Bouaghi, Algérie. Dân số thời điểm năm 2002 là 92.197 người.